# Eerste Kamerverkiezingen 2023/Kandidatenlijst/OPNL
De kandidatenlijst voor de Eerste Kamerverkiezingen van 2023 van de lijst Onafhankelijke Politiek Nederland (OPNL) (lijstnummer 13) is na controle door de Kiesraad als volgt vastgesteld:
1. A.S. (Auke) van der Goot
2. A.C.M. (Ton) Raven
3. J.H. (Jeff) Leever
4. J.J. (Jan Jaap) de Kloet
5. J.C.P. (John) van Gorp
6. M.J. (Mark) Faasse
7. W. (Wouter) Jansen

FVD · VVD · CDA · GroenLinks · D66 · PvdA · PVV · SP · ChristenUnie · Partij voor de Dieren · 50PLUS · SGP · OPNL · JA21 · BBB · Volt